# ゾンダーヴァン
ゾンダーヴァンはミシガン州グランドラピッズにある国際的クリスチャンメディアと出版社である。ゾンダーヴァンの創立メンバーは福音主義キリスト教出版同盟（ECPA）のメンバーである。

## 歴史
ゾンダーヴァンは出版者のウィリアム・エドマンズの甥であるP.J.ゾンダーヴァンとバーニー・ゾンダーヴァン兄弟によって1931年ミシガン州グランドラピッズの郊外に創立された。会社はゾンダーヴァンの納屋で始まった。元々、在庫販売とパブリック・ドメインの再版を扱った。数年で事業を拡大して、聖書の出版を始めた。1959年にバークレー訳が現れ、1965年に詳訳聖書が出た。国際聖書協会と提携して1973年に新国際訳聖書を出版し、最終版を1978年に出版した。ゾンダーヴァンのホームページによると1988年に会社はハーパー・ロー・コリンズ出版社のニュース・コーブ部に売却されたが、親会社のキリスト教書を出版し続けている。ドッグ・ラックハートは2007年まで代表取締役兼CEOだった。前代表取締役兼CEOのブルース・リスカンプは暫定的責任者として、モリーン・ギルキンズが2008年1月2日にCEOに就任するまで業務についていた。
ゾンダーヴァンはクリスチャン作家に著作を出版している。そして、クリスチャンの関心事の主題に焦点を当てている。そして、1970年代にハル・リンゼイによる『地球最後の日』をプロデュースした。それは、会社が手がけたディスペンセーション主義者と反共産主義者の作品の一つである。そして、パット・ゾンダーヴァンはリチャード・ニクソンよるの指示のもとにあったヘンリー・キッセンジャーより説明を受けた福音主義の著名人の1人である。出版社は、また肢体麻痺の、バプテストの牧師でジョニー・エーリクセン・タダによる「ジョニー」の霊的なタイトルの本で知られる。
2004年、若年の読者にあわせるために、レニー・アルトソン、シェーン・クライボーン、サラ・レイモンド・カニングハム、マーガレット・ファインバーグなどが加わり拡大した。